# 1994 YO2
1994 YO2 är en asteroid i huvudbältet som upptäcktes den 25 december 1994 av de båda japanska astronomerna Seiji Ueda och Hiroshi Kaneda i Kushiro.
Asteroiden har en diameter på ungefär 4 kilometer.